# Carmelo Valenti
Carmelo Valenti (Marineo, 2 marzo 1798 – 22 settembre 1882) è stato un vescovo cattolico italiano.

## Biografia
Emessa la professione religiosa nella Congregazione del Santissimo Redentore il 25 marzo 1818, è stato ordinato presbitero il 23 marzo 1822.
Il 27 settembre 1858 papa Pio IX lo ha nominato vescovo di Mazara del Vallo; ha ricevuto l'ordinazione episcopale nella chiesa di San Lorenzo in Panisperna a Roma il 3 ottobre seguente dal cardinale Antonio Maria Cagiano de Azevedo, Congregazione del Concilio, co-consacranti il futuro cardinale Gustav Adolf von Hohenlohe-Schillingsfürst, arcivescovo titolare di Edessa di Osroene, e Jacques-Marie-Joseph Baillès, vescovo emerito di Luçon.
Come vescovo si trovò a vivere gli eventi risorgimentali tra cui la spedizione del Mille in occasione dei quali fu sospettato di essere liberale e garibaldino. Dopò la proclamazione del Regno d'Italia si trovò a subire la confisca dei beni della diocesi da parte del nuovo stato e la chiusura del seminario vescovile. In occasione dell'epidemia di colera del 1867 concesse un locale da adibire e lazzaretto.
Nel 1877 fece costruire e sue spese un acquedotto per la città. Fece aprire anche una farmacia per i bisognosi e si occupò in particolare dell'orfanotrofio della città. Affidò il santuario della Madonna del Paradiso alla Congregazione dei Redentoristi. Compì due visite pastorali nell'intera diocesi.
È morto il 22 settembre 1882. Due mesi prima gli era stato affiancato come vescovo coadiutore mons. Antonio Maria Saeli che poi gli è succeduto.

## Stemma
Diviso, il primo al calvario con croce ed anagramma di Cristo, il secondo ai due leoni affrontati.

## Genealogia episcopale
La genealogia episcopale è:
- Cardinale Scipione Rebiba
- Cardinale Giulio Antonio Santori
- Cardinale Girolamo Bernerio, O.P.
- Arcivescovo Galeazzo Sanvitale
- Cardinale Ludovico Ludovisi
- Cardinale Luigi Caetani
- Cardinale Ulderico Carpegna
- Cardinale Paluzzo Paluzzi Altieri degli Albertoni
- Papa Benedetto XIII
- Papa Benedetto XIV
- Papa Clemente XIII
- Cardinale Giovanni Carlo Boschi
- Cardinale Bartolomeo Pacca
- Papa Gregorio XVI
- Cardinale Antonio Maria Cagiano de Azevedo
- Vescovo Carmelo Valenti, C.SS.R.